# Badianier
Illicium
Pour la pièce anatomique de certains poissons abyssaux, voir Illicium (poissons).
Genre
Classification APG III (2009)
« Badianier  » est le nom vernaculaire des arbres du genre Illicium appartenant à la famille des Schisandraceae selon la classification phylogénétique APG III (2009). Son nom latin illicium signifie « attrayant ».
Leur fruit, la badiane ou anis étoilé, a divers usages.

## Liste des espèces
Selon NCBI (3 juin 2010) :
- Illicium angustisepalum
- Illicium anisatum
- Illicium arborescens
- Illicium cubense
- Illicium difengpium
- Illicium dunnianum
- Illicium ekmanii
- Illicium fargesii
- Illicium floridanum
- Illicium henryi
- Illicium hottense
- Illicium lanceolatum
- Illicium leiophyllum
- Illicium majus
- Illicium mexicanum
- Illicium micranthum
- Illicium oligandrum
- Illicium parviflorum
- Illicium parvifolium
- Illicium spathulatum
- Illicium ternstroemioides
- Illicium verum

Selon ITIS (3 juin 2010) :
- Illicium floridanum Ellis
- Illicium parviflorum Michx. ex Vent.
- Illicium verum Hook. f.

Selon [réf. nécessaire] :
- Illicium anisatum L., badianier Japonais,
- Illicium floridanum J. Ellis
- Illicium lanceolatum A. C. Sm.
- Illicium mexicanum A. C. Sm.
- Illicium verum Hook. f., badianier Chinois